# Вајин Врх
Вајин Врх је насељено место у сјеверној Лици, у саставу општине Јосипдол, Карловачка жупанија, Република Хрватска.

## Историја
До територијалне реорганизације у Хрватској налазио се у саставу бивше велике општине Огулин. Вајин Врх се током рата у Хрватској (1991—1995) налазио у близини линије разграничења.

## Становништво
Насеље је према попису становништва из 2011. године имало 22 становника.

### Број становника по пописима
| Националност   | 2001. | 1991. | 1981. | 1971. | 1961. | 1953. | 1948. | 1931. | 1921. | 1910. | 1900. | 1890. | 1880. | 1869. | 1857. |
| бр. становника | 46    | 89    | 168   | 202   | 216   | 240   | 285   | 474   | 395   | 514   | 552   | 584   | 464   | 547   | 490   |

- напомене:

До 1900. исказивано под именом Вајнврх.

### Национални састав
| Националност       | 2001.       | 1991.       | 1981.       | 1971.        | 1961.        |
| Хрвати             | 33 (71,73%) | 33 (37,07%) | 48 (28,57%) | 63 (31,18%)  | 77 (35,64%)  |
| Срби               | 13 (28,26%) | 44 (49,43%) | 95 (56,54%) | 118 (58,41%) | 139 (64,35%) |
| Југословени        | —           | 7 (7,86%)   | 24 (14,28%) | 6 (2,97%)    | 0            |
| остали и непознато | 0           | 5 (5,61%)   | 1 (0,59%)   | 15 (7,42%)   | 0            |
| Укупно             | 46          | 89          | 168         | 202          | 216          |